# Psylla cotoneasteris
Psylla cotoneasteris är en insektsart som beskrevs av Loginova 1964. Psylla cotoneasteris ingår i släktet Psylla och familjen rundbladloppor. Inga underarter finns listade i Catalogue of Life.